# سيكو فوفانا (لاعب كرة قدم)
سيكو فوفانا (بالفرنسية: Sékou Fofana)‏ هو لاعب كرة قدم مالي في مركز الدفاع، ولد في 26 سبتمبر 1980 في باماكو في مالي. شارك مع منتخب مالي لكرة القدم. أما مع النوادي، فقد لعب مع ألاشكرت واتحاد عنابة والملعب المالي ونادي بانانتس ونادي شهرداري بندر عباس ونادي مس رفسنجان ونادي مس كرمان.

## وصلات خارجية
- سيكو فوفانا (لاعب كرة قدم) على موقع الاتحاد الدولي (مؤرشف)  (الإنجليزية)
- سيكو فوفانا (لاعب كرة قدم) على موقع الاتحاد الأوربي (الإنجليزية)
- سيكو فوفانا (لاعب كرة قدم) على موقع قاعدة بيانات كرة القدم.إي يو (الإنجليزية)
- سيكو فوفانا (لاعب كرة قدم) على موقع ناشيونال فوتبول تيمز (الإنجليزية)
- سيكو فوفانا (لاعب كرة قدم) على موقع Soccerway.com (الإنجليزية)